# Siniša Kovačić
Siniša Kovačić (Koprivnica, 15. travnja 1977.) hrvatski je novinar i urednik.

## Obrazovanje
Kovačić je 2003. godine diplomirao novinarstvo na Hrvatskim studijima Sveučilišta u Zagrebu na temu „Inews na HRT-u“. Godine 2016. položio je kvalifikacijski ispit na poslijediplomskom doktorskom studiju „Jezici i kulture u kontaktu“ na Filozofskom fakultetu Sveučilišta u Mostaru na temu „Manipulacija medijima i manipulacija medija“. Na doktorskom studiju „Jezici i kulture u kontaktu“ na istom Fakultetu 2022. godine obranio je doktorsku disertaciju „Razvoj novinarstva na mrežnim elektroničkim publikacijama – služenje javnosti ili podilaženje ukusu publike“ i stekao akademski stupanj doktora znanosti iz znanstvenog područja društvenih znanosti, znanstvenog polja informacijske i komunikacijske znanosti, znanstvene grane masovni mediji.

## Profesionalna karijera
Karijeru je započeo na Radio Dravi kao vanjski suradnik, urednik i voditelj. Potom je prešao na Hrvatsku radioteleviziju gdje je napredovao do službe v.d. glavnog ravnatelja, koju je obavljao 2016. godine. Od 2018. obavlja službu glavnoga urednika Hrvatske katoličke mreže: Hrvatskog katoličkog radija, Informativne katoličke agencije i neprofitne elektroničke publikacije Hrvatske katoličke mreže (hkm.hr).

### Nastavna karijera na visokim učilištima
Stupanj docenta na Filozofskom fakultetu Sveučilišta u Mostaru postigao je 2013. godine na kojem izvodi nastavu na medijskim kolegijima. U Hrvatskoj predaje novinarske kolegije na Sveučilište Sjever, Veleučilištu Edward Bernays, Poslovnom veleučilištu Zagreb te je od 2008. do 2013. predavao na Visokoj školi za odnose s javnošću i studij medija Kairos.

### Institucije
Odlukom LX. plenarnog zasjedanja Hrvatske biskupske konferencije, održane u Zagrebu 8. i 9. lipnja 2020. godine, imenovan je članom Odbora Hrvatske biskupske konferencije za sredstva društvenih komunikacija na pet godina. 

### Udruge
Na osnivačkoj skupštini Hrvatskih novinara i publicista izabran je za predsjednika 4. studenog 2015. godine: tu je dužnost obnašao do imenovanja za ravnatelja Hrvatske radiotelevizije.

## Autorstvo
- Tomić, Z., Milas, Z., Kovačić, S.: Uvod u odnose s javnošću, Zagreb: Vlastita naklada, 2007.[8]
- Kovačić, S.: Agencijsko novinarstvo – povijest agencija i osnove pisanja agencijske vijesti, Zagreb: Visoka poslovna škola Zagreb, 2013.[9]
- Kovačić, S.: Online novinarstvo – služenje javnosti ili podilaženje publici, Zagreb: Hrvatska sveučilišna naklada & Sveučilište u Mostaru, 2021.[10]

## Nagrade i priznanja
- 2006. – Novinarska nagrada Marija Jurić-Zagorka Hrvatskoga novinarskog društva za istraživačko novinarstvo na televiziji.[11]
- 2018. – Plaketa za razvoj profesionalnih standarda u novinarstvu i osobit doprinos promociji studija novinarstva Filozofskoga fakulteta Sveučilišta u Mostaru.[12]
- 2020. – Plaketa za izuzetan doprinos razvoju odnosa s javnošću, integrirane komunikacije i medija u Jugoistočnoj Europi međunarodne znanstveno-stručne konferencije PR & Media Days Mostariensis.[13]
- 2021. – Godišnja nagrada za najbolji novinarski rad u 2020. godini Hrvatskih novinara i publicista.[14]